# باپتیست روکس
باپتیست روکس، (انگلیسی: Baptiste Roux؛ زادهٔ ۲۶ نوامبر ۱۹۹۹) بازیکن فوتبال اهل فرانسه است که در پست هافبک برای تیم گنگام بازی می‌کند.